# 凤庆葡萄
凤庆葡萄（学名：Vitis fengqinensis）是葡萄科葡萄属的植物，是中国的特有植物。分布于中国大陆的云南等地，生长于海拔2,000米的地区，多生在山坡灌丛中，目前尚未由人工引种栽培。